# Grundulus cochae
Grundulus cochae är en fiskart som beskrevs av Román-valencia, Paepke och Pantoja 2003. Grundulus cochae ingår i släktet Grundulus och familjen Characidae. Inga underarter finns listade i Catalogue of Life.